# Tychus monilicornis
Tychus monilicornis är en skalbaggsart som beskrevs av Edmund Reitter 1880. Tychus monilicornis ingår i släktet Tychus, och familjen kortvingar. Arten är reproducerande i Sverige.